# بسماتيك الثاني
بساماتيك الثاني Psamtik II (أو Psammetichus في تهجئة أخرى بساماتيكوس الثاني) كان فرعون مصر من الأسرة السادسة والعشرين (595 - 589) قبل الميلاد. أسم الميلاد نفر-إب-رع ومعناه "جميل قلب رع"." حكم مصر سبع سنوات.
تولي عرش مصر بعد أن توفي أبيه الملك نكاو الثاني.
وإن كان بسماتيك الثاني لم يترك وراءه آثاراً كثيرة، إلا أننا نعرف أنه ذهب إلى سورية – وربما كانت زيارة فقط وليست حملة حربية – كما نعرف عنه أيضاً أنه ذهب مع جيشه إلى جنوبي مملكته ووصل إلى بنوبس - الكرمة - ونباتا عاصمه بلاد كوش، في سلسلة من المعارك العنيفة. وكان جيشه مؤلفاً من يونانيين ومصريين وسوريين، ومن بعض اليهود. وقد ترك الجنود اليونانيون نقشاً يذكرون فيه رحلتهم هذه على ساق أحد تماثيل رمسيس الثاني أمام معبد أبوسمبل.
ونعرف من عهد هذا الملك أيضاً أن تجارة اليونانيين وبخاصة المقيمين في مدينة ناوكراتيس في الدلتا ازدهرت إلى أبعد الحدود، كما كثر الجنود الأغريق وأصبحت هناك ثلاث حاميات رئيسية كبيرة: واحدة منها مارينا في غربي مصر على شاطئ البحيرة المعروفة باسم مريوط؛ وجيش ثان في شرقي مصر في «دفنة»، وأما الحامية الثالثة أو الجيش الثالث فكان في الفنتين في الجنوب أسوان الحالية. وأزدهرت أيضا في عهده (الفنتين)، وكانت جالية يوناية تقيم فيها تعتمد على التجارة.
كان حكم بسمتك الثاني بين عامي 594 - 578 ق.م، وتلاه على العرش الملك «واح – إب – رع» المعروف للمؤرخين باسمه في الصيغة اليونانية (أبريس).
ألقاب الفرعون بسماتيك الثاني:
- أسم الولادة: | p · z | m | T · k |

وينطق: Psammetich
 Psmt[j]k
- لقب اعتلائه العرش:

| ra | nfr | ib |

وينطق: Nefer-ib-Re
 Nfr-jb-Rˁ
ومعناه: جميل قلب رع
- اسم حورس:

| mn · n | x · t | U22 · F34 | Z1 |

وينطق:
Menech-ib
 Mnḫ-jb

ومعناه: القلب الواعي
- اسم نبتي
- حورس الذهبي:

```
Psammouthis, Psammetichos II.
```

|GRIECHISCH-ERWEITERT =
 bei مانيتون
}}